# Dagmar Bojdunyk-Rack
Dagmar Bojdunyk-Rack (* in Bad Ischl, Oberösterreich) ist seit 1999 Geschäftsführerin der Non-Profit-Organisation Rainbows Austria.

## Leben
Bojdunyk-Rack absolvierte ein Studium der Pädagogik und eine Ausbildung in Personal- und Organisationsentwicklung.
Als Expertin für Kinder und Jugendliche nach der Trennung oder Scheidung der Eltern publiziert sie Fachartikel, u. a. auf www.eltern-bildung.at, der Website für Elternbildung des Bundeskanzleramtes. Weiters organisiert sie Benefizveranstaltungen, um Spenden für Kinder zu sammeln.
Dagmar Bojdunyk-Rack lebt und arbeitet in Graz in der Steiermark.

## Positionen
Sie vertritt die Ansicht, Eltern könnten bei der Trennung oder Scheidung aufgrund ihrer eigenen Betroffenheit oftmals nicht so aufmerksam und verständnisvoll sein, wie es ihre Kinder in dieser Krisenzeit bräuchten. Und die betroffenen „Kinder in stürmischen Zeiten“ (Slogan von Rainbows) drücken ihre Trauer und Hilflosigkeit auf unterschiedlichste Art und Weise aus. Wichtig ist es laut Bojdunyk-Rack, zu vermitteln, dass beide Partner Eltern bleiben, denn Kinder haben das Recht auf beide Eltern.

## Publikationen
- „.. und was ist mit mir?“ Kinder im Blickpunkt nach Trennungs- und Verlusterlebnissen. Hrsg.: Dagmar Bojdunyk-Rack, Birgit Jellenz-Siegel, Monika Prettenthaler, Silvia Tuider. Steirische Verlagsgesellschaft, Graz 2005, ISBN 978-3-85489-051-5.

## Auszeichnungen
- 2007: Österreicherin des Jahres für Humanitäres Engagement[6]
- 2021: Großes Ehrenzeichen des Landes Steiermark[7]